# بيث برودريك
بيث برودريك (بالإنجليزية: Beth Broderick)‏ مواليد 24 فبراير 1959 في كنتاكي، الولايات المتحدة، هي ممثلة أمريكية بدأت مسيرتها الفنية عام 1983.

## وصلات خارجية
- بيث برودريك على موقع IMDb (الإنجليزية)
- بيث برودريك على موقع ألو سيني (الفرنسية)
- بيث برودريك على موقع أول موفي (الإنجليزية)
- بيث برودريك على موقع قاعدة بيانات الأفلام السويدية (السويدية)
- بيث برودريك على موقع إن إن دي بي (الإنجليزية)
- بيث برودريك على موقع قاعدة بيانات الفيلم (الإنجليزية)
- بيث برودريك على موقع كينوبويسك (الروسية)